# Mankedue
Mankedue (latin: Caloenas nicobarica) er en dueart, der lever i det sydøstlige Asien - fra Andamanerne og Nicobarerne til Salomonøerne.